# Retinia albicapitana
Retinia albicapitana är en fjärilsart som beskrevs av August Busck 1914. Retinia albicapitana ingår i släktet Retinia och familjen vecklare. Inga underarter finns listade i Catalogue of Life.

## Bildgalleri

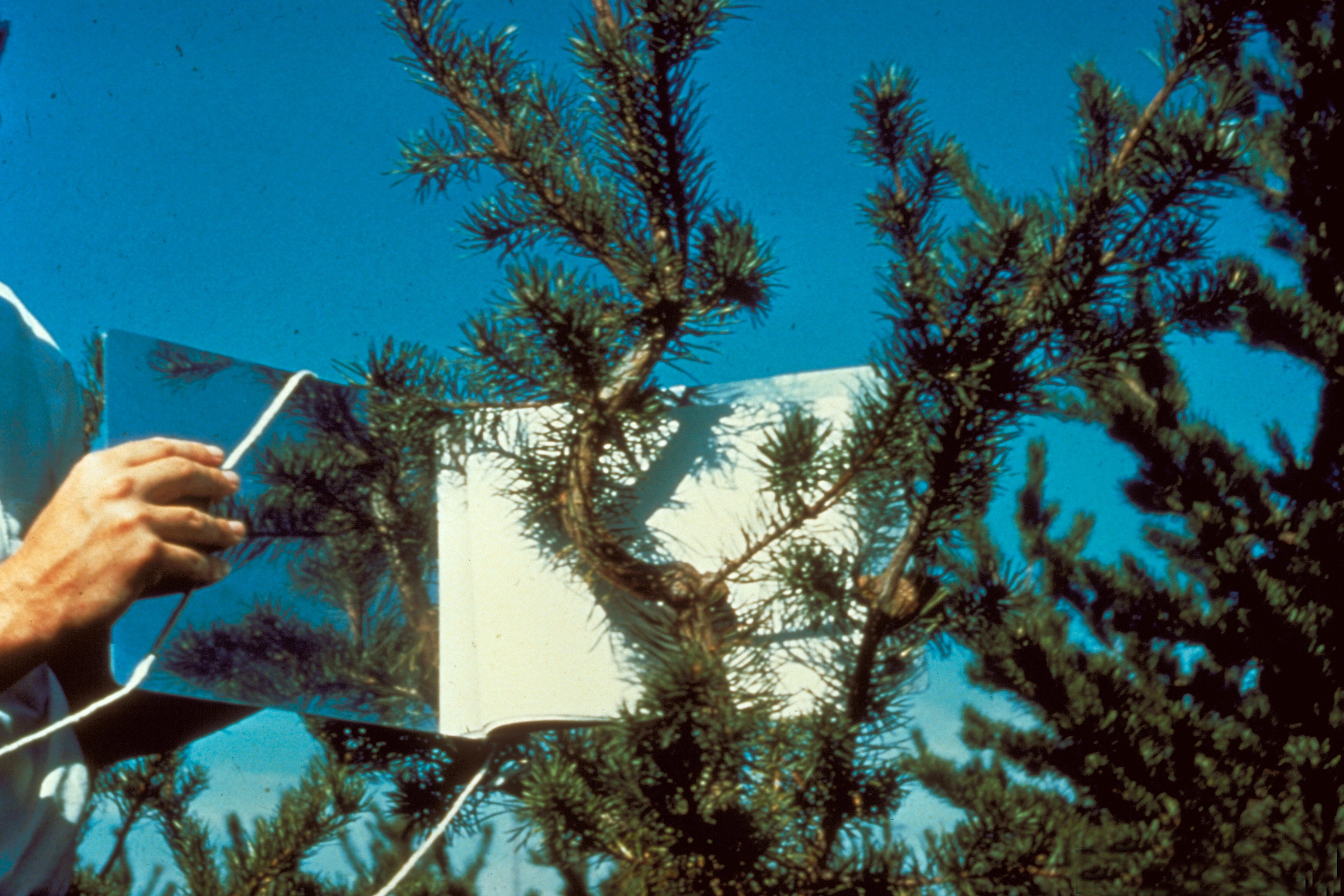
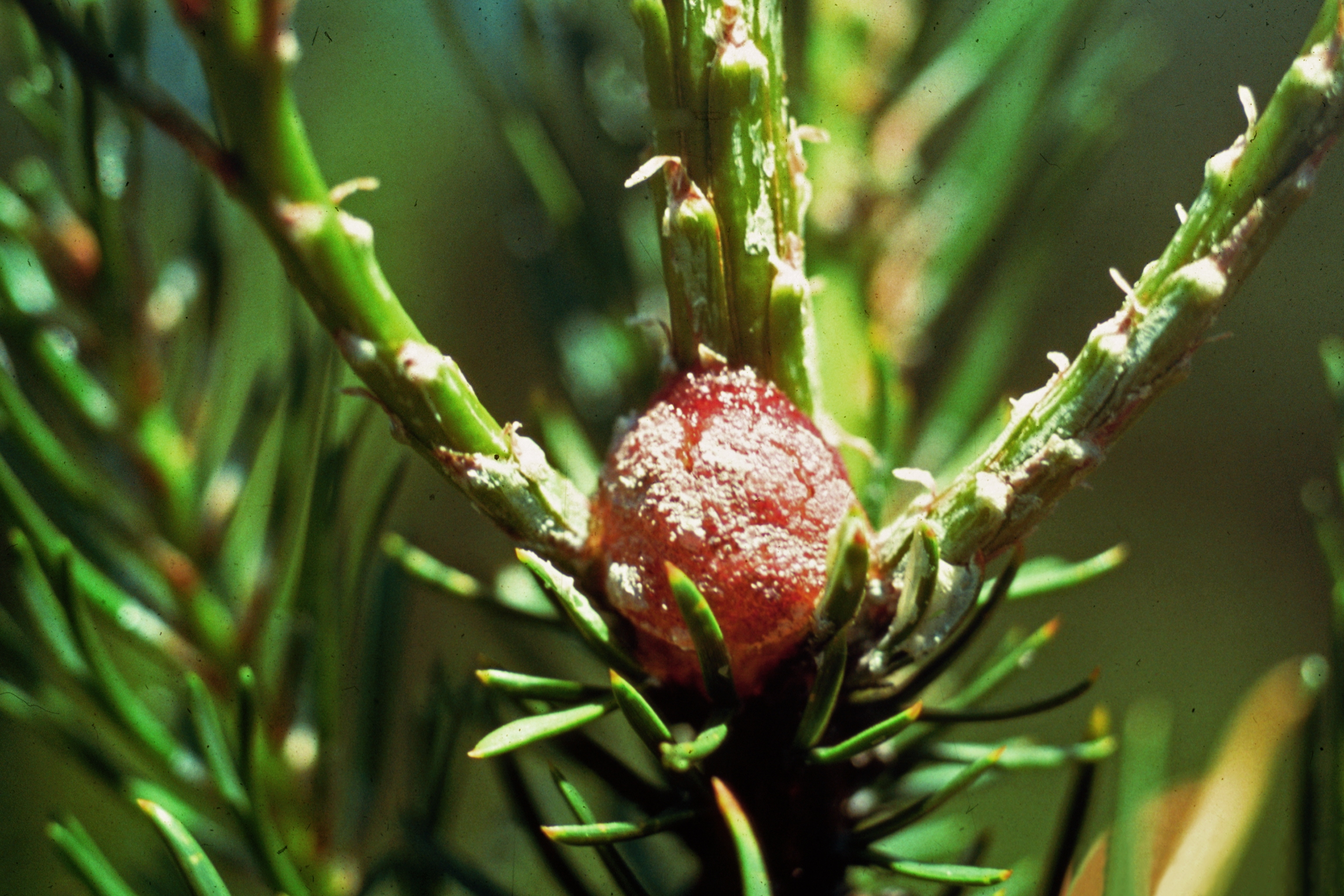
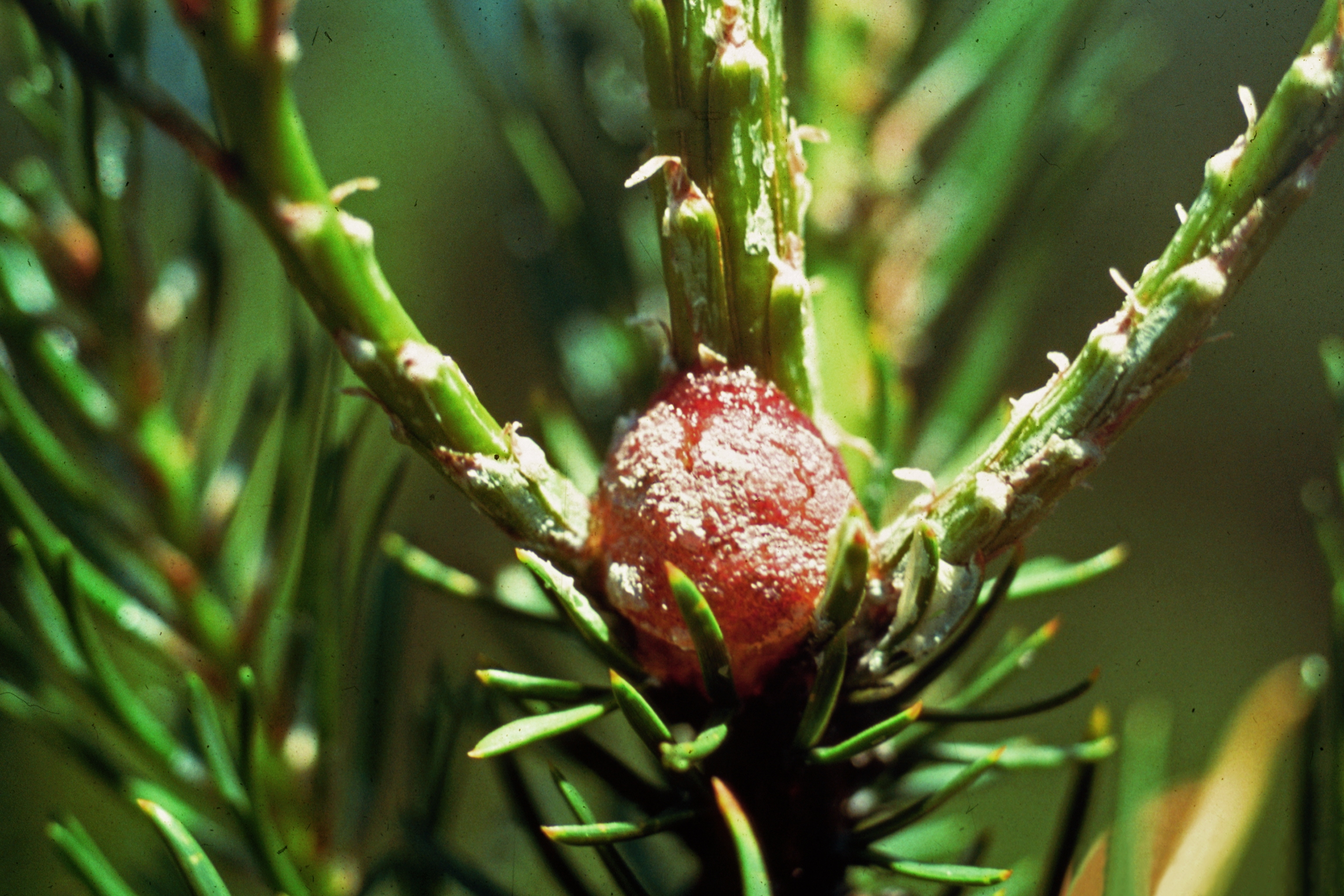